# Inwood (Manhattan)
Inwood is een wijk in Upper Manhattan (New York). Het district wordt begrensd door de Hudson in het westen, Marble Hill in het noorden, de rivier Harlem in het oosten en Washington Heights in het zuiden.

## Geschiedenis
Het district werd volgens de legende gekocht door Peter Minuit, gouverneur van Nieuw-Nederland, van de indianenstam Lenni-Lenape voor 60 gulden in 1626. Later zou Minuit in het zuiden van het eiland Manhattan de stad Nieuw-Amsterdam stichten, het huidige New York.
Tijdens de Britse bezetting van Manhattan in de Amerikaanse Onafhankelijkheidsoorlog, was er een legerkamp bestaande uit meer dan zestig hutten die bezet werden door Hessische troepen. Het kamp werd in 1914 ontdekt door de plaatselijke archeoloog en historicus Reginald Bolton na een reeks opgravingen in de buurt.
Begin 20e eeuw was het gebied vrij landelijk en appartementen in art-deco-stijl werden pas gebouwd na de aanleg van de metro van New York en bij uitbreiding de metrolijn Broadway-Seventh Avenue in 1906. Tevens waren de inwoners toen vooral van Ierse afkomst.
De wijk vertoonde een sterke Ierse identiteit met veel Ierse winkels, pubs en zelfs een Gaelic football-veld in het stadspark Inwood Hill Park.
De tweede meest vertegenwoordigde populatie in de buurt in die tijd waren Europese joden, maar deze waren sterker vertegenwoordigd in het zuidelijke Washington Heights.
In de jaren zestig en tot en met de jaren tachtig verhuisden echter veel Ierse en Joodse bewoners naar The Bronx en de buitenwijken van de stad, een patroon dat zich feitelijk ontwikkelde in de hele stad.
In dezelfde periode was er een toename van het aantal Dominicaanse immigranten in de wijk. Vanaf de jaren 50 bouwde men sociale woningen in het gebied.

## Demografie
Na de volkstelling in 2010 telde de buurt 46.746 inwoners.

## Bezienswaardigheden
Behalve het stadspark Inwood Hill Park zijn de bekendste culturele attracties van de wijk de oude boerenhoeve Dyckman House en het museum The Cloisters in Fort Tryon Park, een vestiging van het Metropolitan Museum of Art gesitueerd in de omgeving van Central Park en gewijd aan de middeleeuwse kunst.

## Afbeeldingen

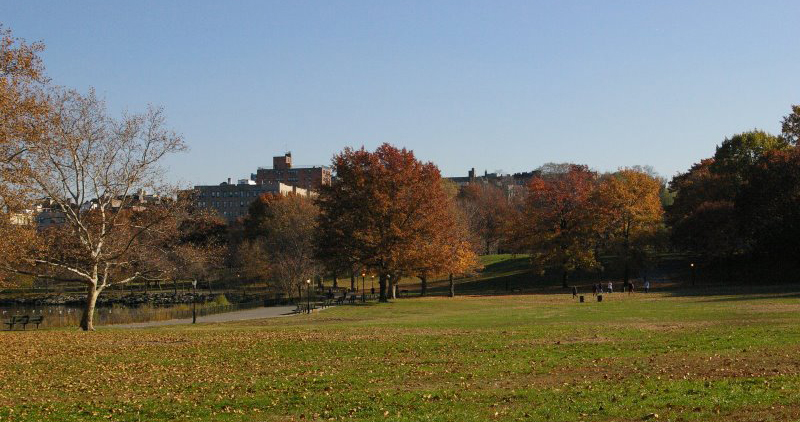
Inwood Hill Park
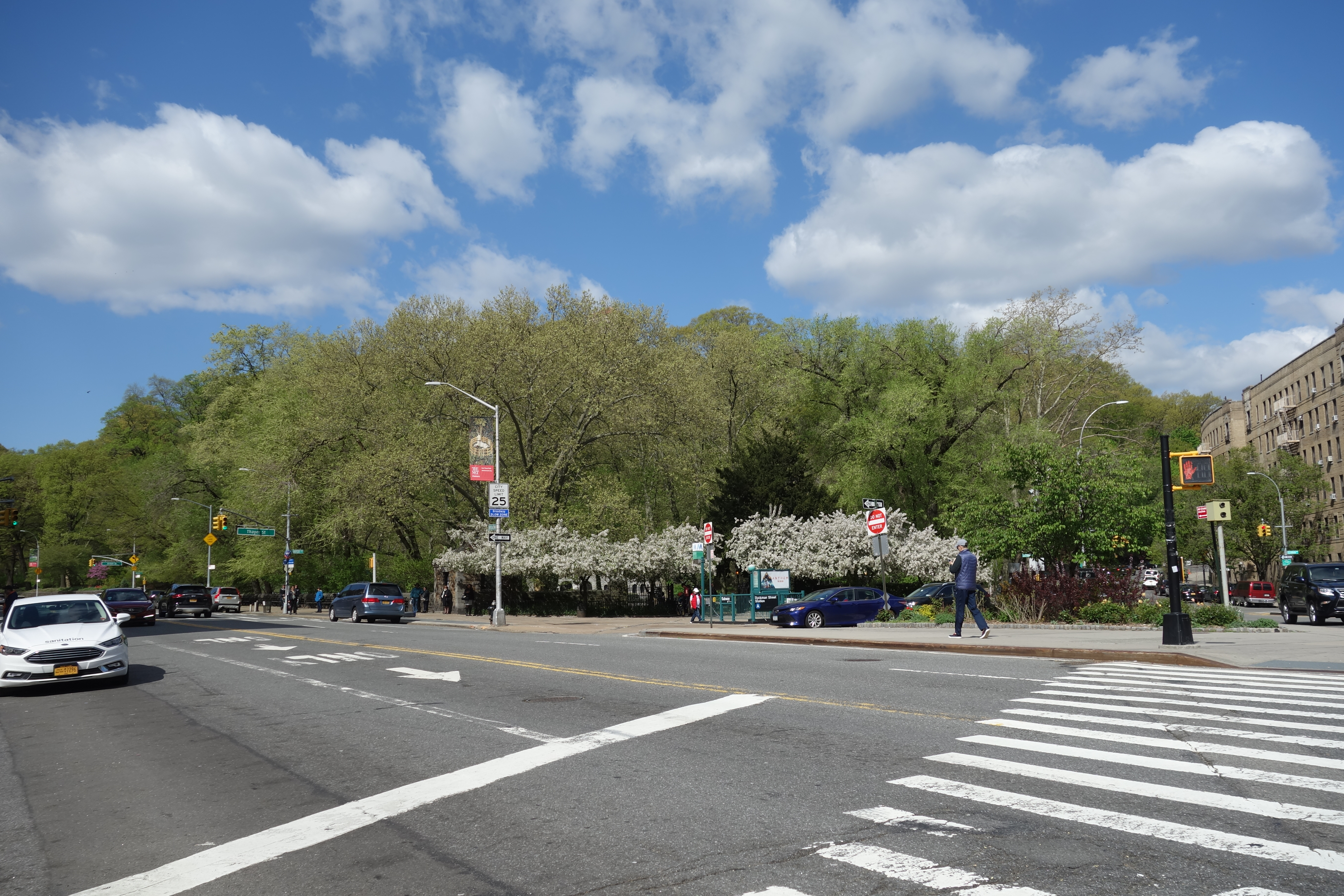
Dyckman Street en Fort Tryon Park
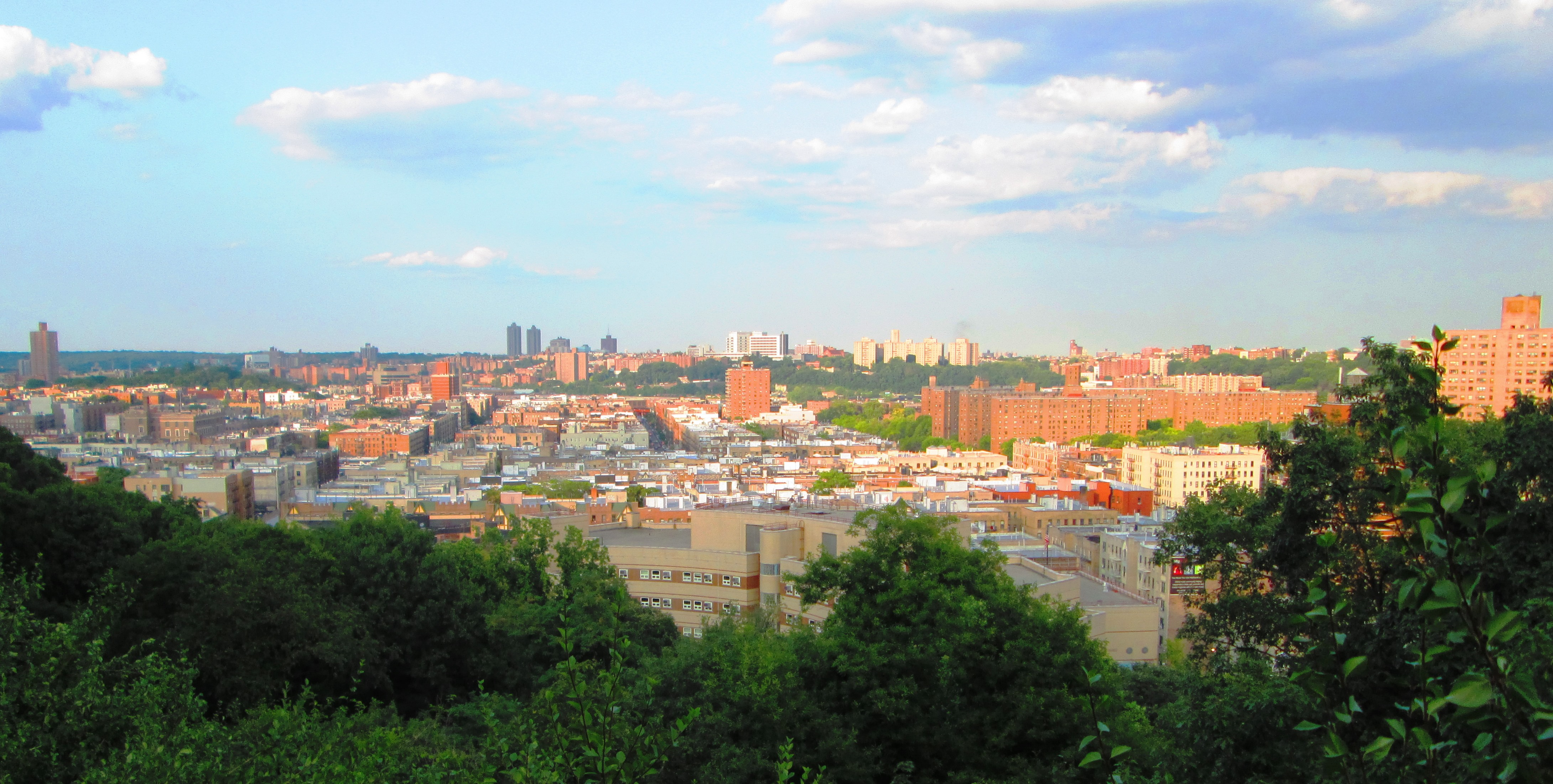
Aanblik van Inwood vanuit Fort Tryon Park, 2014
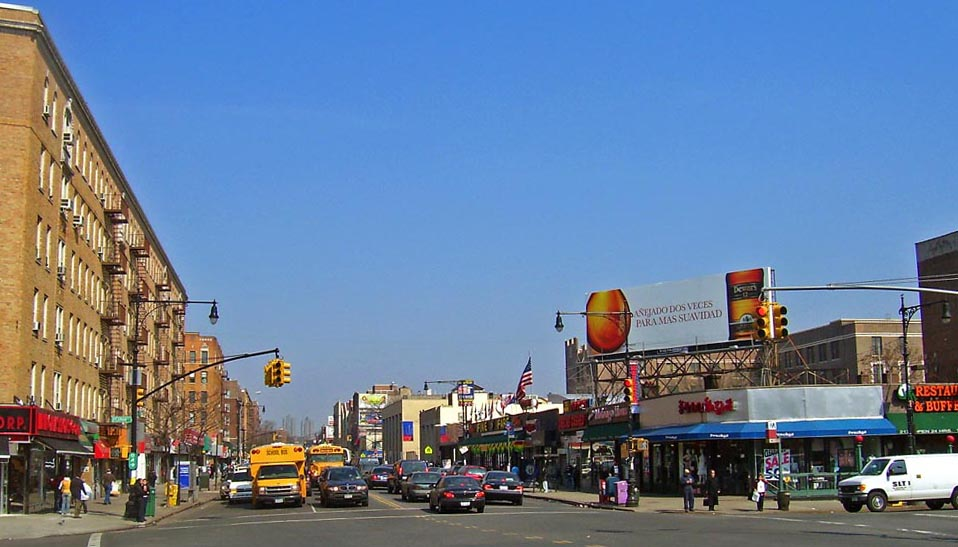
Broadway in de wijk Inwood, 2007
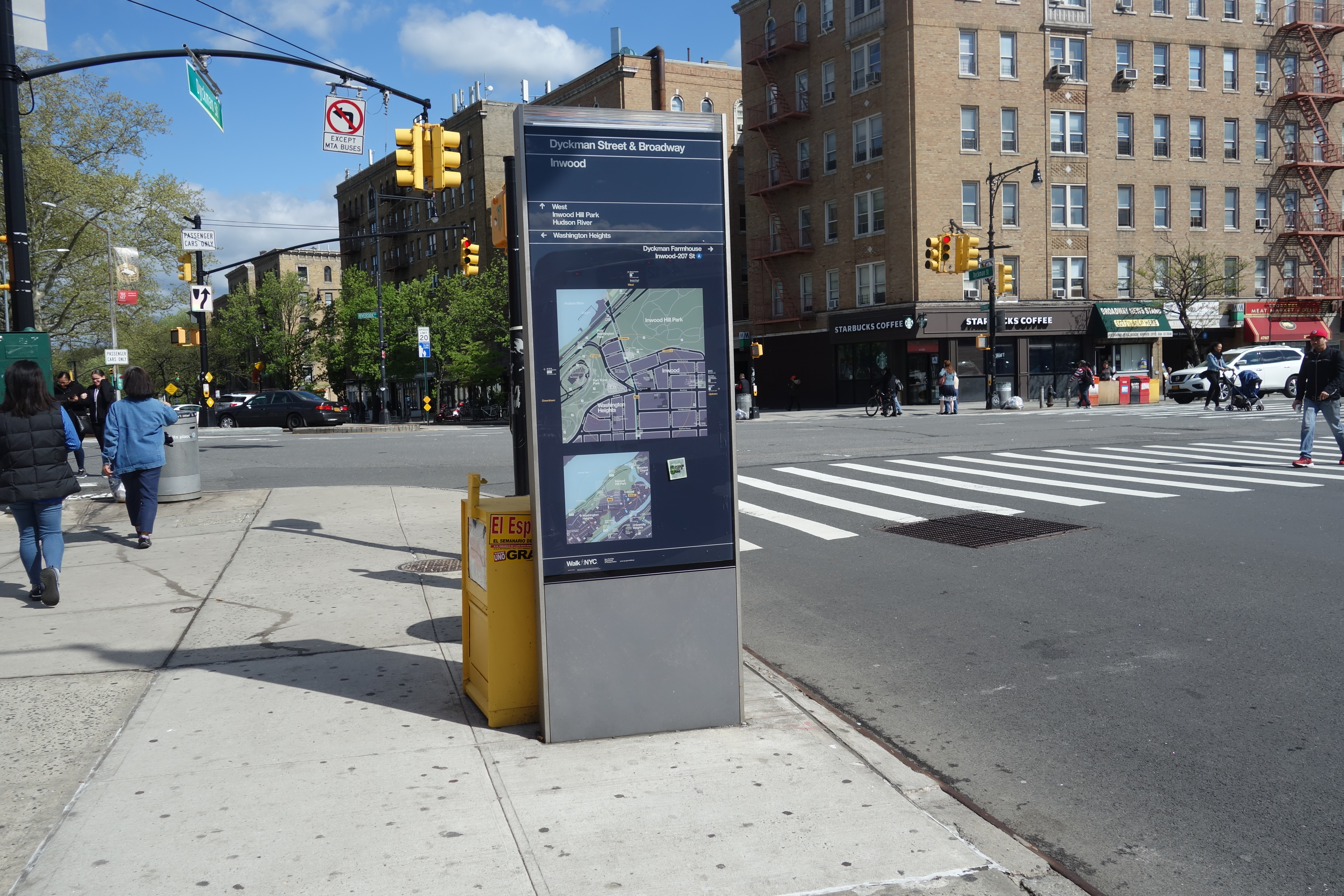
Dykman Street (voor) en Riverside Drive (links), 2019

Alphabet City · Battery Park City (Financial District) · Bowery · Carnegie Hill · Chelsea · Chinatown (Financial District) · Civic Center · Greenwich Village · Hamilton Heights · Harlem · Hell's Kitchen · Hudson Yards · Inwood · Kips Bay · Koreatown · Lenox Hill · Lower East Side · Little Italy (Financial District) · Manhattanville · Marble Hill · Meatpacking District · Morningside Heights · Murray Hill · NoHo · Riverside South · Rose Hill · SoHo · South Street Seaport (Financial District) · TriBeCa / Lower West Side · Two Bridges · Upper West Side · Upper East Side · Yorkville · Washington Heights · World Trade Center (Financial District)